# Ждан-Пушкин, Александр Александрович
Александр Александрович Ждан-Пушкин (1893—1962) — капитан 1-го ранга советского военно-морского флота. Внес значительный вклад в восстановление подводного флота после Гражданской войны на Балтике.

## Служба в Императорском флоте
Окончил Отдельные гардемаринские классы с производством 30 января 1916 года в чин мичмана. Во время Первой мировой войны служил в должности вахтенного начальника на крейсере «Олег» и подводной лодке «Тигр». В 1917 году окончил Офицерский класс подводного плавания. После окончания класса служил минным офицером подводной лодки «Тигр».

## Служба в РККА
После Октябрьской революции Ждан-Пушкин продолжил службу в должности старшего помощника командира подводной лодки «Тигр», участвовал в Ледовом походе. С апреля 1918 года по май 1919 года командовал подводной лодкой «Леопард». В мае 1919 года назначен командиром подводной лодки «Ягуар». В июне 1922 года назначен командиром подводной лодки «Товарищ». Одновременно, в 1923—1924 годах командовал 1-м дивизионом подводных лодок. В 1920—1924 года, без отрыва от службы, обучался в Военно-морской академии.
В ноябре 1924 года Ждан-Пушкин был назначен начальником организационно-мобилизационного отдела Оперативного управления штаба РККА. В 1926—1927 годах командовал дивизионом подводных лодок на Чёрном море. В октябре 1927 года назначен начальником тактического отдела 1-го Управления Морских сил РККА.
В марте 1928 года Ждан-Пушкин был назначен командиром 2-го дивизиона бригады подводных лодок Балтийского флота, состоящего из четырёх подводных лодок типа «Барс» и канонерской лодки «Красная Звезда». В 1928—1934 годах командовал 5-м дивизионом бригады подводных лодок Балтийского флота.
В январе 1934 года Ждан-Пушкин был назначен преподавателем Учебного отряда подводного плавания имени С. М. Кирова. Назначен начальником оперативно-тактического цикла специальных курсов командного состава при Учебном отряде подводного плавания имени С. М. Кирова с присвоением 27 апреля 1939 года звания капитана 1-го ранга. В апреле 1940 года капитан 1-го ранга Ждан-Пушкин был назначен начальником кафедры тактики и противолодочной обороны курсов офицерского состава при Учебном отряде подводного плавания имени С. М. Кирова. 22 июля 1944 года Указом Президиума Верховного совета СССР был награждён орденом Трудового Красного Знамени. Также «за долгосрочную и безупречную службу» был награждён орденом Ленина и двумя орденами Красного Знамени.
Похоронен на Ново-Волковском кладбище.

## Переводы выполненные А. А. Ждан-Пушкиным
- Бэкон Р.  Дуврский патруль/ Пер. с англ. — М.:Воениздат, 1937. — 281 с, со схем.
- Ловелль Т.  Корсары глубин/ Пер. с англ. — М-Л.: Военмориздат НКВМФ СССР, 1940. — 148 с.
- Чаттертон К.  Суда-ловушки/ Пер. с англ. — М.:Воениздат, 1940.